# کوسالا
کوسالا شهری در شهرستان توئسه در استان بازگا در بورکینافاسوی مرکزی است و جمعیت آن ۱۳۶۹ نفر است.